# Szentábrahám
Szentábrahám (románul Avrămești) falu Romániában, Hargita megyében.

## Fekvése
Székelykeresztúrtól 6 km-re északra, a Gagy kiszélesedő  völgymedencéjében fekszik, Csekefalva, Firtosmartonos, Firtosiláz, Gagy, Kismedesér, Magyarandrásfalva és Solymosiláz tartozik hozzá.

## Története
1334-ben Sancto Abraham említik először. A Templomföld nevű helyen állt középkori 12. századi eredetű, a 13. században bővített, falképekkel borított temploma, melyet 1802-ben bontottak el. Unitárius temploma 1803 és 1811 között épült. Református temploma 1912-ben, tornya 1933-ban épült. A régi templomot 1906-ban bontották le.
1910-ben 629 magyar lakosa volt. Udvarhely vármegye Székelykeresztúri járásához tartozott. 1992-ben 841 lakosából 843 magyar, 4 cigány és 3 román volt, társközségeivel együtt 2585 lakosából 2515 magyar, 51 cigány és 19 román volt.
Hanusz István emlékezett meg a zsidók elleni vérvád-történetek egyik helyi változatáról. A történet szerint a település délkeleti határában fekvő Zsidó-hegy az ott lakó izraelitákról kapta nevét. A hegyen egy gyógyító hatású kút volt, ahová a helyiek jártak, hogy vizet hordjanak beteg családtagjaiknak. Így tett az a fiatal leány is, aki beteg édesanyjának akart vizet merni a kútból, de meggyilkolták. A gyilkosság miatt feldühödött helyiek véres bosszút álltak: a hegyen lakó zsidókat a kútba dobálták, szinte feltöltve azt a holttestekkel.

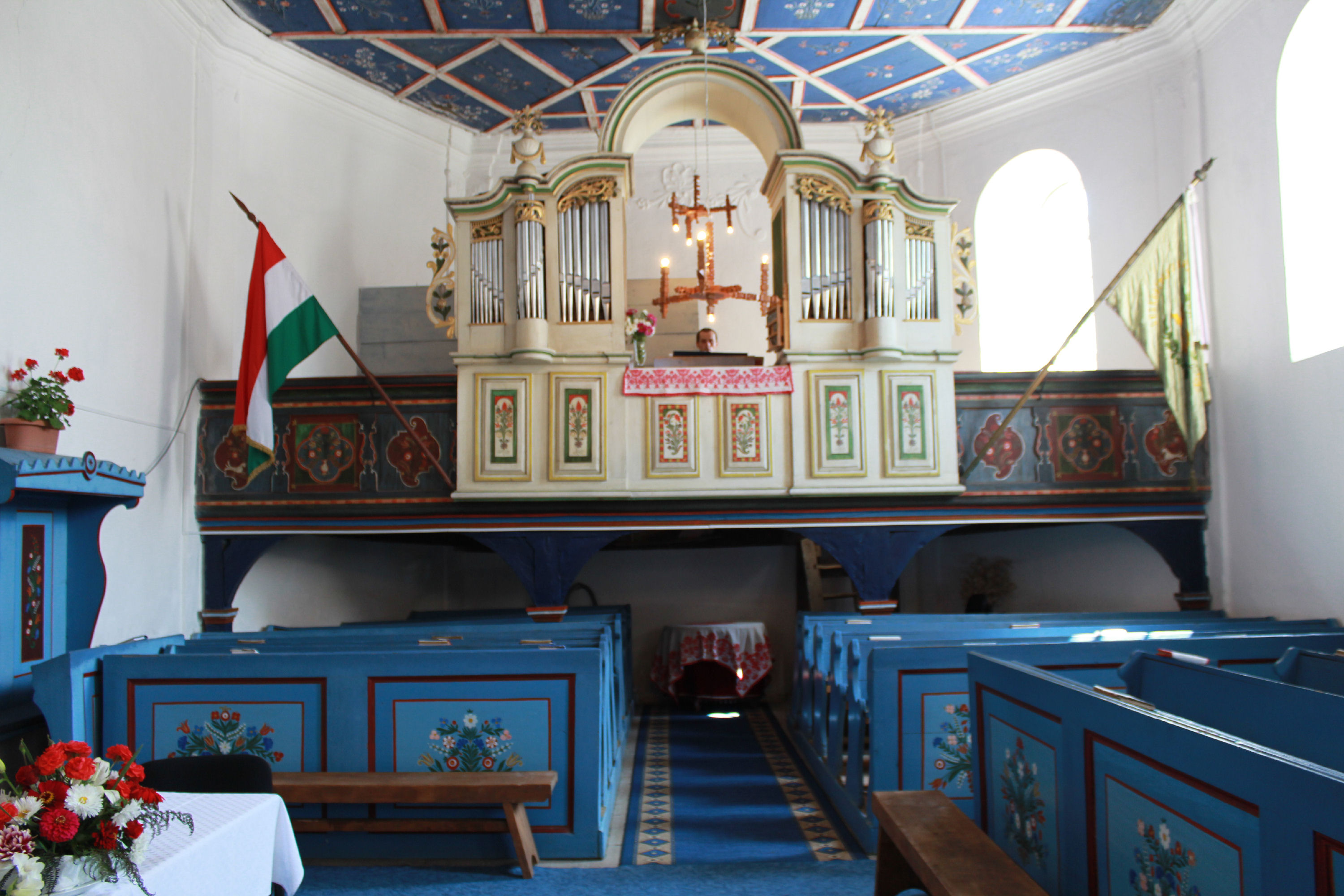
Szentábrahámi unitarius templom belseje
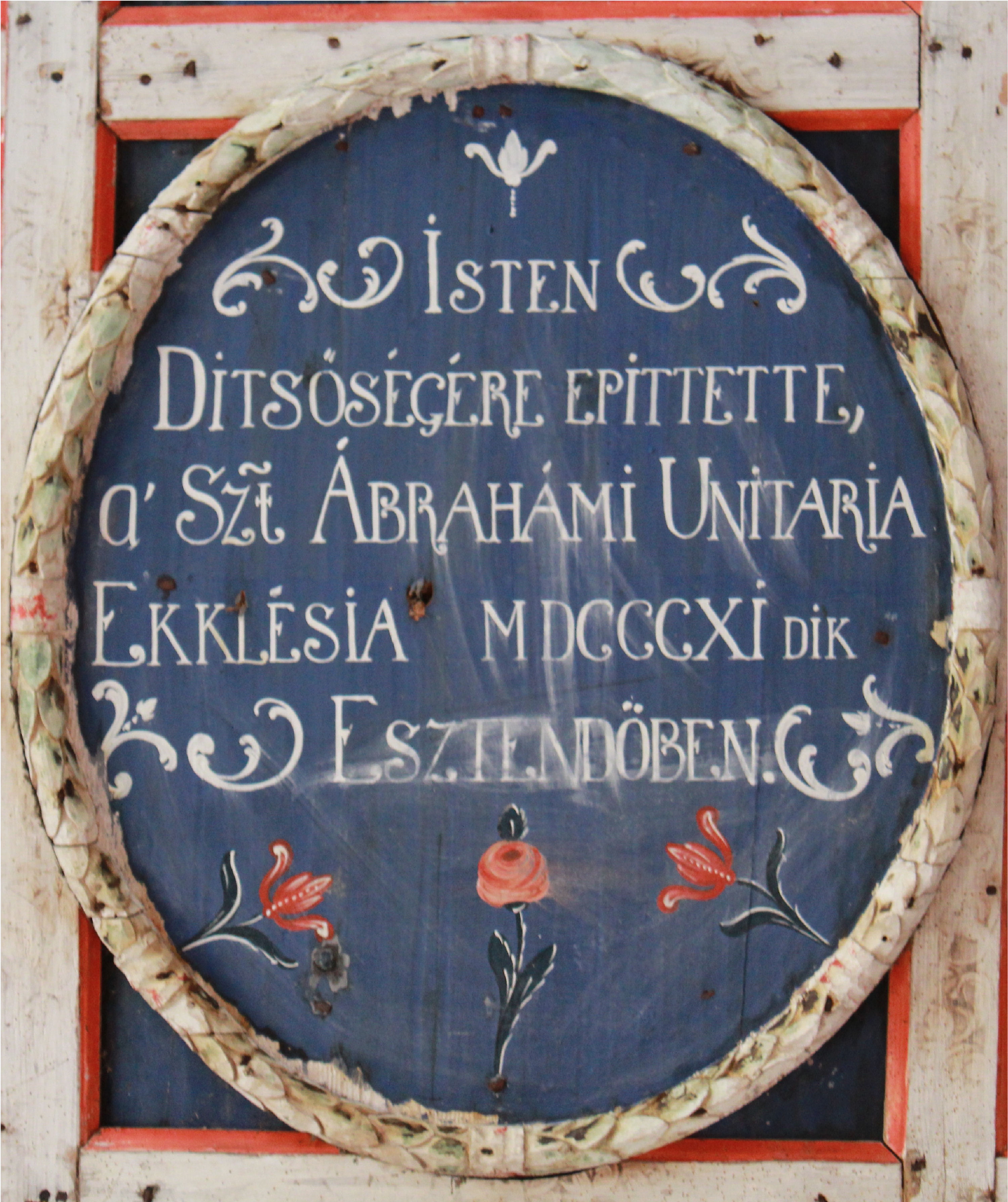
Szentábrahámi unitárius templom - festett kazetta

## Híres emberek
- Itt született 1763-ban Augustinovics Pál, az Erdélyi Főszámvevőszék elnöke.
- Itt született Vass Miklós a Makk-féle összeesküvés egyik résztvevője.
- Itt született 1847-ben szentábrahámi Lőrinczy Dénes altábornagy.
- Itt született 1859-ben József János költő, elbeszélő.
- Itt született 1897-ben Fekete Lajos unitárius lelkész, író